# Carolabad (Leipzig)

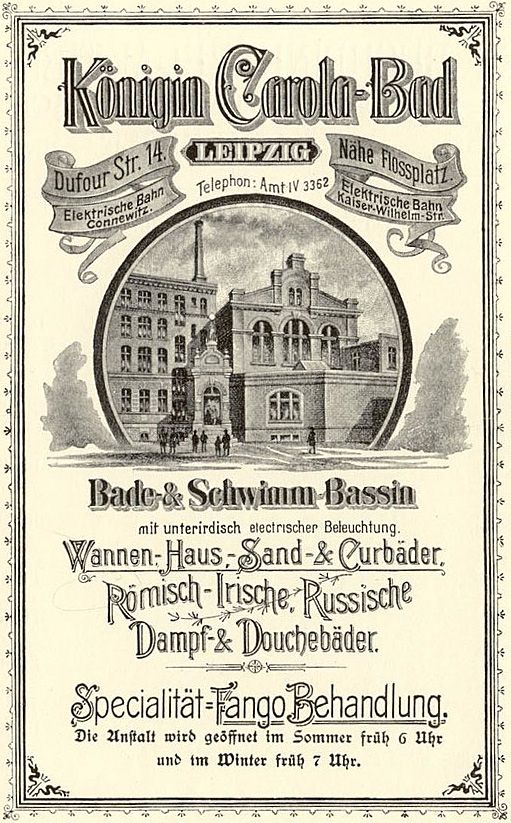
Werbung für das Königin Carola-Bad (Abb. Hofbereich)

Das Carolabad (auch Königin Carola-Bad nach der sächsischen Königin Carola) war ein bis 1943 existierendes Hallenbad im Hofbereich des Gebäudes Dufourstraße 14 (nunmehr Nr. 6–8) im Süden Leipzigs, heute Ortsteil Zentrum-Süd. Das noch vorhandene Vorderhaus steht unter Denkmalschutz.

## Beschreibung

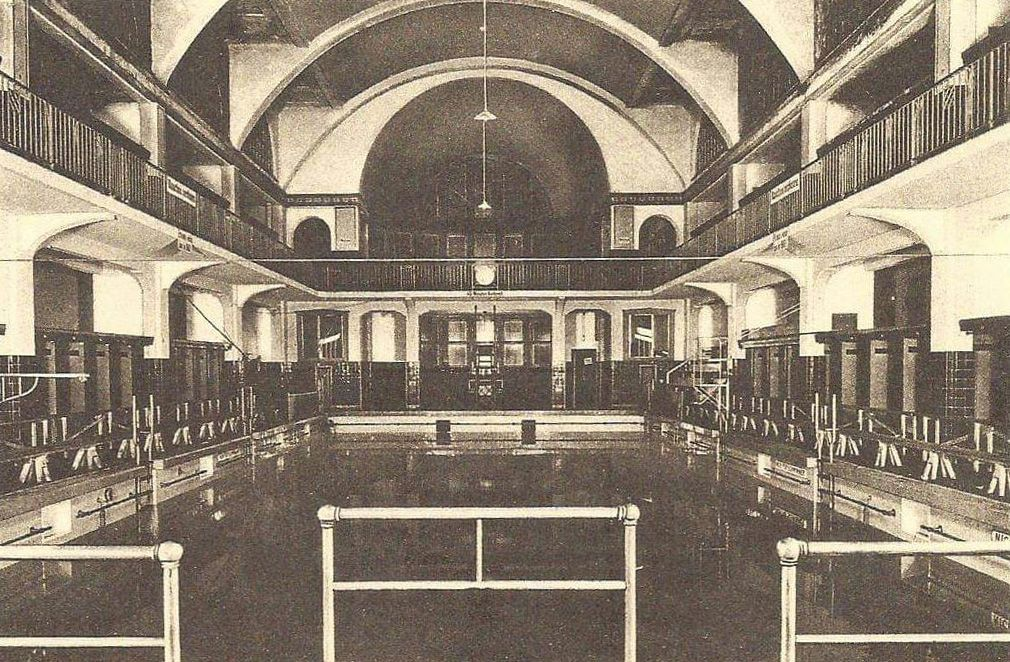
Große Schwimmhalle (um 1925)

Das Carolabad besaß zwei Schwimmhallen mit den Beckenmaßen von 20,17 × 7,90 m und 20 × 11 m, wobei die Letztere mit sechs Bahnen auch wettkampftauglich war. Das Gebäude war auf mehreren Etagen auf Wellness eingestellt. Es gab Wannen- und Duschbäder erster und zweiter Klasse, ein russisches und ein römisch-irisches Dampfbad sowie einen Turnsaal. Auf dem Dach befand sich ein Licht-, Luft- und Sonnenbad und im Keller sogar ein Hundebad. Auch Fango-Anwendungen wurden geboten.
Das Wasser kam aus einem eigenen Brunnen, wurde in der obersten Etage erwärmt und dann auf die Anwendungen verteilt. Da es anfangs noch üblich war, Besuchern Handtücher und Umhänge zur Verfügung zu stellen, besaß die Einrichtung auch eine Wäscherei mit Trockenboden.
Zur Straße war das Grundstück durch ein fünfgeschossiges Wohn- und Geschäftshaus abgeschlossen.

## Geschichte
1891 ließ sich der Kaufmann Hermann Wilhelm Müller vom Leipziger Architekten Hugo Altendorff (1843–1933) zwischen Dufourstraße und Pleißemühlgraben in der Nähe der Spießbrücke ein Wohn- und Geschäftshaus mit einer Badeanstalt im Hofe errichten. 1903 wechselte der Besitz an L. M. Gebhardt und 1909 an den Kaufmann Ewald Blanke.

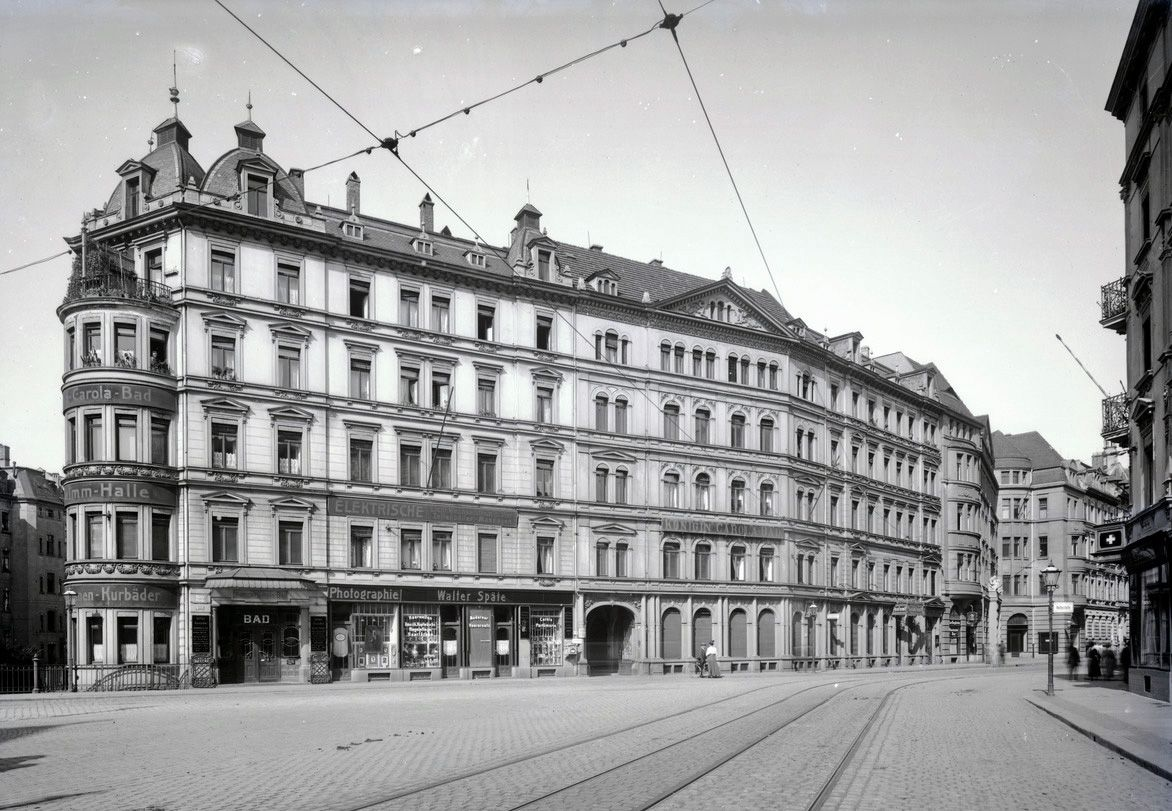
Das Altendorffsche Vorderhaus von  1891 (Foto 1905)
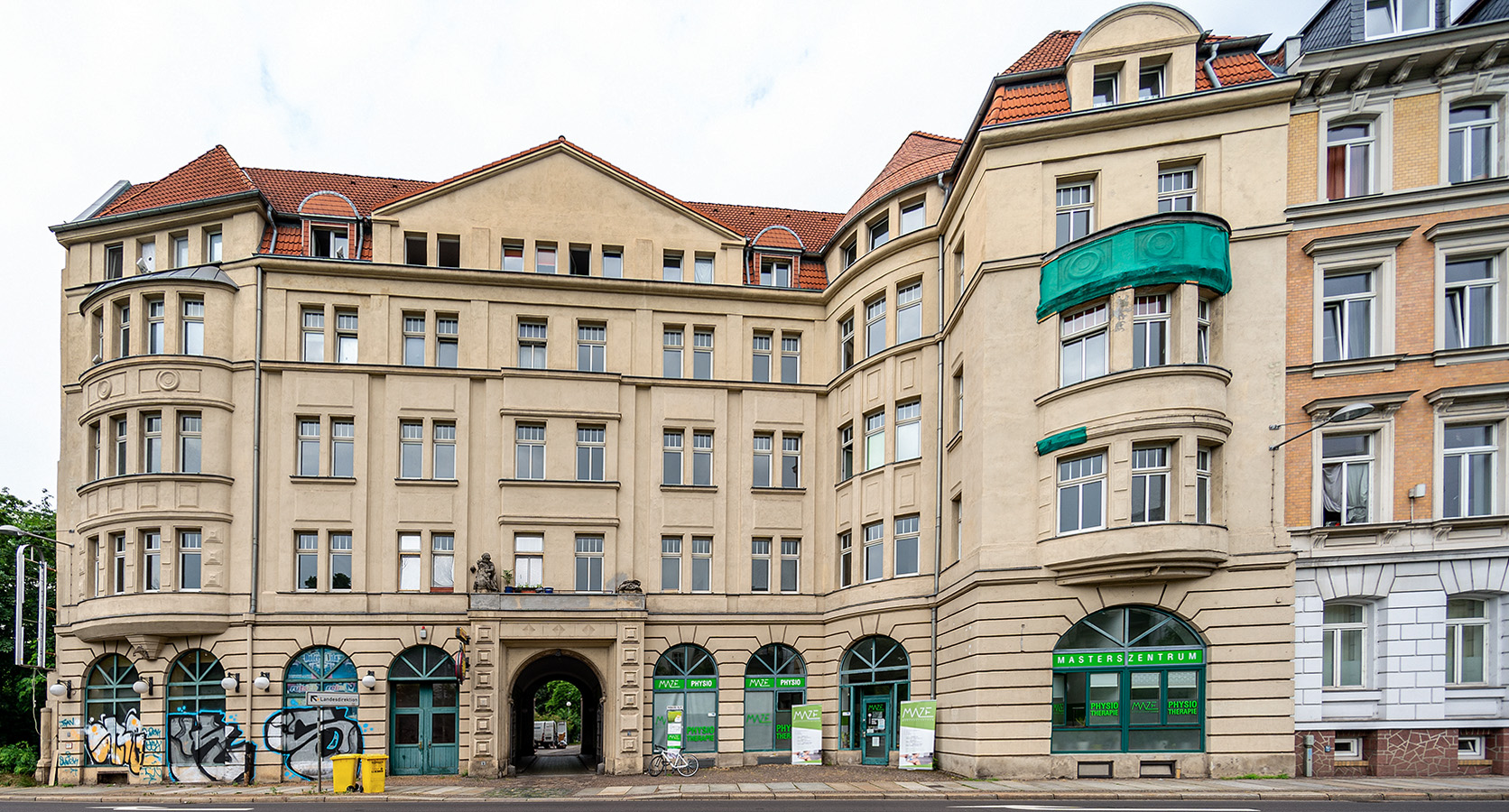
… und jenes von Fritz Schade von 1914 (Foto 2021)

Dieser ließ 1914 nahezu das Gesamtensemble durch den Architekten Fritz Schade (1879–nach 1931) neu errichten. Es entstand ein Komplex aus Vordergebäude mit Läden und Gastwirtschaft und zwei Seitenflügeln mit einer orthopädischen Anstalt und zwei Schwimmhallen. Während der erste Bau eine ebene Vorderfront besaß, ist die Fassade des zweiten eingewinkelt. Das viergeschossige Gebäude zeigt große Bogenfenster im Erdgeschoss, flache Segmentbogenerker, Dreiecksgiebel und ein ausgebautes Dachgeschoss unter einem Mansarddach. Es ist dem Jugendstil und dem Reformstil zuzurechnen.
1920 übernahm die Stadt Leipzig den Gesamtkomplex und führte eine umfassende Sanierung durch. Dabei wurde auch der Missstand behoben, dass die Umgebung seit mehreren Jahren durch Rauch und Flugasche aus den mit Braunkohle beheizten Öfen des Bades belästigt wurde.
Beim Luftangriff auf Leipzig vom 4. Dezember 1943 wurden die Hofgebäude mit dem Bad zerstört. Während der DDR-Zeit erinnerte zumindest noch der Name Carola-Casino der Tanzbar im Erdgeschoss des erhaltenen Vorderhauses an das verschwundene Bad auf dem Hinterhof.